# John Milton Brannan
Pour les articles homonymes, voir Brannan.
John Milton Brannan (1er juillet 1819 - 16 décembre 1892) est un officier de carrière de l'armée américaine qui a servi lors de la guerre américano-mexicaine et comme général de l'Union pendant la guerre de Sécession, commandant le département de Key West en Floride et affecté à fort Zachary Taylor. Sa première épouse est la fille du colonel Ichabod Crane ; elle disparaît mystérieusement après avoir pris un ferry de Staten Island pour le bas Manhattan et est présumée avoir été assassinée.

## Avant la guerre
Brannan naît à Washington, DC, et est coursier de la Chambre des représentants des États-Unis, quand il reçoit sa nomination pour l'académie militaire de West Point de la part de Ratliff Boon, le représentant des États-Unis de l'Indiana, en 1837. Sa nomination est soutenue par 114 autres membres du Congrès. Il termine West Point en 1841, 23e sur 52 cadets,., et est affecté à la 1st U.S. Artillery Regiment. Après l'obtention de son diplôme, Brannan sert à Plattsburgh, New York durant le conflit frontalier avec le Canada.
Au cours de la guerre américano-mexicaine, Brannan participe aux batailles de Vera Cruz, de Cerro Gordo, de La Hoya, des Contreras et de Churubusco. Il est breveté capitaine pour acte de bravoure lors des batailles de Contreras et de Churubusco. Il est grièvement blessé lors de la bataille de Mexico.
Après la guerre avec le Mexique, Brannan combat contre les Séminoles. Brannan reste alors dans le Sud-est, dans divers postes jusqu'au début de la guerre de Sécession.

## Guerre de Sécession
Lors du déclenchement de la guerre de Sécession, Brannan est nommé brigadier général des volontaires et est placé à la tête du département de Key West. En octobre 1862, il combat lors de la bataille de Saint John's Bluff où il dirige les troupes d'infanterie lors de l'expédition sur le fleuve Saint Johns contre les positions confédérées pour le contrôle de Jacksonville, en Floride. Aussi dans le même mois, Brannan est placé à la tête du département du Sud (qui à l'époque était conjoint avec le commandement du Xe corps) après la mort d'Ormsby Mitchel. Il est breveté lieutenant-colonel pour son service au cours de la bataille de Jacksonville, en Floride. Il sert en tant que commandant du département jusqu'en janvier 1863.
En 1863, il dirige une division d'infanterie sous les ordres du major-général William Rosecrans lors de la campagne de Tullahoma où il combat à Hoover's Gap. Brannan combat ensuite sous les ordres du major général George Henry Thomas au cours de la campagne de Chickamauga dans le XIVe corps. À Chickamauga, Brannan perd 38 % de ses troupes. Néanmoins, Brannan obtient un brevet de colonel pour service méritoire. Lorsque Rosecrans est relevé de son commandement par Ulysses S. Grant, Brannan est réaffecté de l'infanterie vers l'artillerie. Il est promu au grade de commandant dans l'armée régulière en août 1863.
À partir d'octobre 1863 jusqu'en juin 1865, Brannan est chef de l'artillerie du département du Cumberland, où il supervise les défenses à Chattanooga. Il participe à la bataille de Missionary Ridge et à la campagne d'Atlanta où il participe à la bataille de Resaca, à la bataille de Dallas, et la bataille de Kennesaw Mountain. Il est aussi présent au siège et la reddition d'Atlanta. Il est breveté major général dans l'armée régulière et aussi dans les forces des volontaires pour « bravoure et services méritoires lors de la campagne d'Atlanta et sur le champ de bataille pendant la Rébellion.
Du 10 juillet jusqu'au 25 septembre 1865, Brannan commande le district de Savannah et de la 1st division, du département de Géorgie, et du district de Savannah du 5 octobre au 19 décembre 1865, et du département de Géorgie à partir du 19 décembre 1865, au 31 mai 1866.

## Après la guerre
Après la guerre de Sécession, Brannan quitte le service actifs des volontaires et retourne dans l'armée régulière avec le grade de commandant dans le 1st U.S. Artillery Regiment. Il est affecté dans des postes d'artilleur au fort Trumbull, Connecticut, au fort Wadsworth, New York, et à Ogdensburg, New York. Pendant qu'il est à Ogdensburg, il contribue à empêcher les raids des Fenians dans le Canada. En 1877, Brannan est à Philadelphie, en Pennsylvanie, où il aide à réprimer les émeutes du chemin de fer.
Brannan est transféré au 4th U.S. Artillery Regiment en 1877. Il prend sa retraite de l'armée avec le grade de colonel le 19 avril 1882. Il part ensuite pour New York City.
Brannan est un membre de l'ordre militaire de la légion fidèle des États-unis.
Brannan meurt à New York, et est enterré au cimetière de Woodlawn. Il est ré-inhumé dans le cimetière de West Point.
La batterie Brannan à fort Worden, Washington est nommée en son honneur.